# VdB 68
vdB 68 è una nebulosa a riflessione visibile nella costellazione dell'Unicorno.
Si individua a circa 3° ad ovest della stella γ Monocerotis, una gigante arancione di magnitudine 3,99 ben visibile anche ad occhio nudo; può essere osservata con facilità con un potente telescopio amatoriale, in cui si mostra come una macchia chiara con una stella al centro, posta in una posizione settentrionale rispetto ad altre due nebulose simili. La responsabile della sua illuminazione è HD 42004, una stella blu di classe spettrale B1.5V, che conferisce alla nube un colore marcatamente azzurrognolo. Questa stella fa parte dell'associazione Monoceros R2, un'associazione OB legata ad un complesso nebuloso molecolare che prende il nome di Nube di Monoceros R2, il cui centro viene a trovarsi in direzione di questa e delle altre nubi luminose vicine; il complesso ospita anche dei fenomeni di formazione stellare, come è testimoniato dalla presenza di diverse protostelle riunite in un giovane ammasso in formazione, getti di gas molecolare e sorgenti di radiazione infrarossa e raggi X. Le stelle dell'associazione Mon R2 si sono formate circa 6 milioni di anni fa, quando ha avuto luogo il primo ciclo di formazione stellare che ha interessato la regione; ad innescarla sarebbe stata una superbolla in espansione del diametro di alcune centinaia di parsec.